# Marvin Compper
Marvin Abel Compper (Tübingen, 14 de junho de 1985) é um ex-futebolista profissional alemão que atuava como zagueiro. Atualmente está sem clube.

## Carreira como jogador

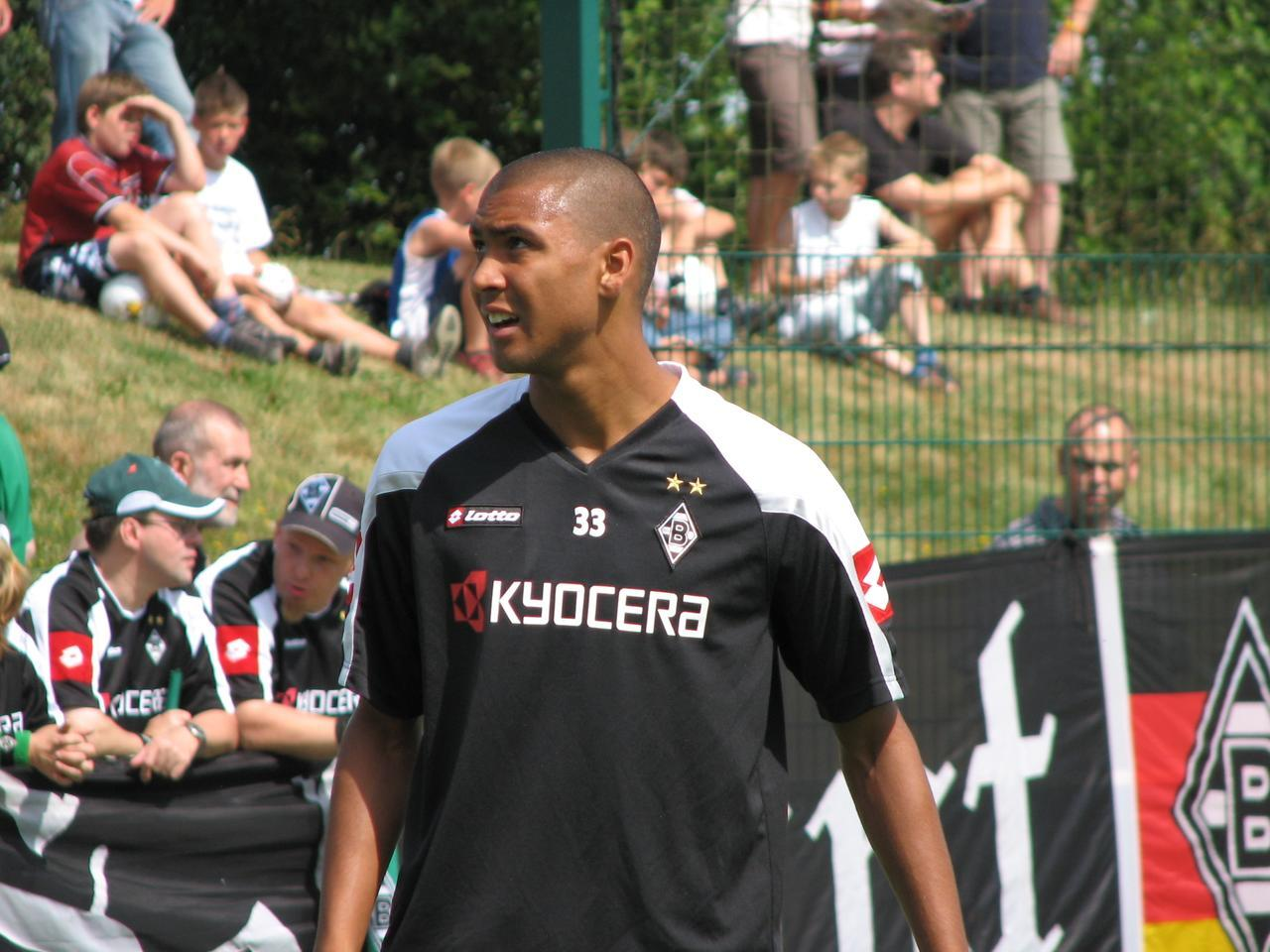
Compper no Borussia Mönchengladbach, seu primeiro clube como profissional.

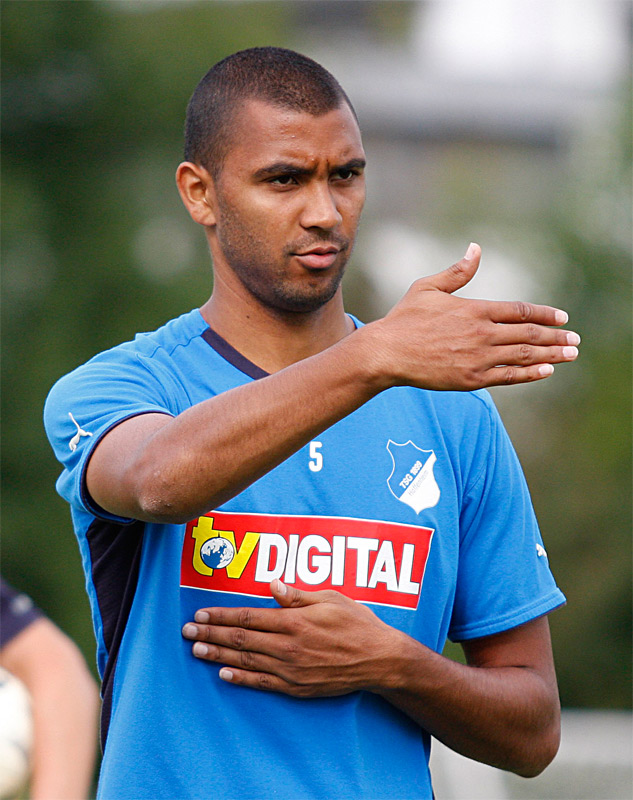
Compper no Hoffenheim, em 2009.

Marvin Compper começou a carreira profissional no Borussia Mönchengladbach, atuando pelo time B entre 2003 e 2007 e jogou por 3 temporadas na equipe principal. Teve passagem destacada pelo Hoffenheim, atuando entre 2008 e 2013. Foram 150 partidas oficiais e 7 gols marcados com a camisa do Hoffe.
O zagueiro também vestiu a camisa da Fiorentina em 2013–14, voltando ao futebol alemão para defender o RB Leipzig, até então na 2. Bundesliga. Ainda passou 2 temporadas no Celtic, porém atuou uma única vez pelo clube de Glasgow, pela Copa da Escócia de 2017–18.
Ele ainda defenderia o Duisburg na temporada 2019–20 antes de encerrar a carreira aos 34 anos.

## Seleção Alemã
Com 3 jogos pela |Seleção Alemã Sub-20, Compper era elegível para representar a equipe de seu país e a França, onde possui origens (seu pai nasceu em Guadalupe). Ele optou em defender o Nationalelf em 2008, sendo convocado pela primeira vez em novembro do mesmo ano, disputando sua única partida pela Alemanha em um amistoso contra a Inglaterra, sendo o primeiro atleta do Hoffenheim a vestir a camisa da seleção.

## Pós-aposentadoria
Após deixar os gramados, o ex-zagueiro foi integrado à comissão técnica do Duisburg, sendo auxiliar-técnico do time principal.
Em outubro de 2021, foi contratado para exercer a mesma função no Lokomotiv Moscou. Após a saída do técnico Markus Gisdol em março de 2022, Compper foi promovido a treinador interino do Lok, porém não tinha a Licença de Treinador A da UEFA - Dmitri Loskov e Oleg Pashinin, ex-jogadores da equipe russa, foram oficialmente registrados como interinos, enquanto o treinador de goleiros Zaur Khapov seria anunciado como novo técnico-tampão do Lokomotiv em abril de 2022. Compper seguiria no clube até setembro do mesmo ano, quando anunciou sua saída do Lokomotiv com a temporada em andamento.

## Títulos
Celtic
- Scottish Premiership: 2017–18, 2018–19
- Copa da Escócia: 2017–18